# Broxton
Broxton és una població dels Estats Units a l'estat de Geòrgia. Segons el cens del 2000 tenia 1.428 habitants.

## Demografia
Segons el cens del 2000, Broxton tenia 1.428 habitants, 527 habitatges, i 363 famílies. La densitat de població era de 170,2 habitants per km².
Dels 527 habitatges en un 38,7% hi vivien nens de menys de 18 anys, en un 41,2% hi vivien parelles casades, en un 23% dones solteres, i en un 31,1% no eren unitats familiars. En el 27,5% dels habitatges hi vivien persones soles el 14,4% de les quals corresponia a persones de 65 anys o més que vivien soles. El nombre mitjà de persones vivint en cada habitatge era de 2,68 i el nombre mitjà de persones que vivien en cada família era de 3,28.
Per edats la població es repartia de la següent manera: un 32,1% tenia menys de 18 anys, un 9,2% entre 18 i 24, un 27,8% entre 25 i 44, un 19,8% de 45 a 60 i un 11,1% 65 anys o més.
L'edat mediana era de 31 anys. Per cada 100 dones de 18 o més anys hi havia 77,5 homes.
La renda mediana per habitatge era de 22.900 $ i la renda mediana per família de 26.211 $. Els homes tenien una renda mediana de 24.408 $ mentre que les dones 19.226 $. La renda per capita de la població era d'11.984 $. Entorn del 22% de les famílies i el 26,9% de la població estaven per davall del llindar de pobresa.

## Poblacions més properes
El següent diagrama mostra les poblacions més properes.